# Acoplamento vibrónico
Chama-se acoplamento vibrónico ou acoplamento electrão-fonão à interação entre estados electrónicos e estados vibratórios (ou fonões). Também é chamado efeito pseudo-Jahn-Teller, pela sua relação conceptual com o conhecido efeito Jahn-Teller.
Este acoplamento tem consequências perceptíveis nas propriedades ópticas, magnéticas e de localização-deslocalização electrónica na molécula. Opticamente, a banda de intervalência que apresentam os compostos de valência mista torna-se mais complexa e adquire uma estrutura pelo acoplamento vibrónico. Também o acoplamento magnético é afectado, se existem electrões desemparelhados no sistema. Dependendo do tipo de acoplamento vibrónico que predomine, a deslocalização electrónica pode ser intensificada o diminuída

## Definição
O acoplamento vibrônico descreve a mistura de estados electrónicos diferentes como um resultado de pequenas vibrações.
- {\displaystyle \mathbf {f} _{k'k}\equiv \langle \,\chi _{k'}(\mathbf {r} ;\mathbf {R} )\,|\,{\hat {\nabla }}_{\mathbf {R} }\chi _{k}(\mathbf {r} ;\mathbf {R} )\rangle _{(\mathbf {r} )}}

## Modelos de acoplamento vibrónico
Foram desenvolvidos vários modelos para a descrição do acoplamento vibrónico, entre eles:
- Modelo de Hush
- Modelo de Piepho-Krausz-Schatz
- Modelo de Piepho